# Panicotricha prographa
Panicotricha prographa är en fjärilsart som beskrevs av Edward Meyrick 1913. Panicotricha prographa ingår i släktet Panicotricha och familjen stävmalar. Inga underarter finns listade i Catalogue of Life.